# Ivana Trisic
Ivana Trisic Relic es actriz, abogada, presentadora y Miss mundo Serbia 2018, conocida por participar en las películas Ape vs Mecha Ape y The Modelizer.

## Biografía
Ivana Trisic Relic es una reina de belleza, top modelo, periodista estimada y humanitaria dedicada, nacida en Belgrado, Serbia, serbia. Posee el prestigioso título de Miss Mundo Serbia 2018 y se ha convertido en una figura notable en los esfuerzos humanitarios globales y la industria del modelaje.
Después de graduarse de la facultad de derecho en Belgrado, Ivana se embarcó en su viaje profesional y pasó a trabajar en los medios de comunicación en Telegraf.rs, uno de los principales medios de comunicación de Serbia. Sus perspicaces reportajes y su carismática presencia televisiva rápidamente obtuvieron un amplio reconocimiento.
Su carrera pomposa comenzó cuando ganó Miss Belgrado en octubre de 2017 y, poco después, reclamó el título de Miss Serbia. En la competencia Miss Mundo 2018 en Sanya, China, Ivana cautivó al mundo al mostrar el rico patrimonio cultural de Serbia a través de una impresionante actuación de la tradicional danza kolo, elevando el perfil de Serbia en el escenario internacional.
Impulsada por la tragedia personal tras la pérdida de su madre a causa del cáncer en 2015, Ivana se convirtió en una ferviente defensora de la concienciación sobre la salud, promoviendo controles médicos periódicos. Su labor humanitaria es extensa y variada; apoya a los sobrevivientes de cáncer en Serbia y Hong Kong y ayuda a las víctimas de la trata de personas y la falta de vivienda en Miami y Los Ángeles. Está profundamente involucrada en proporcionar alimentos y ropa a los necesitados y apoya activamente a las familias de bajos ingresos.
Colabora con el Ejército de Salvación en Florida, particularmente en el Día de la Distribución de Alimentos, demostrando su compromiso en la lucha contra el hambre y la falta de vivienda.
Dedicada a la educación, trabaja con niños en CARE Elementary School, enseñándoles la importancia de la educación en todos los aspectos de la vida e incluso les ha enseñado a realizar RCP.
Por sus incansables esfuerzos humanitarios, fue honrada con un premio de reconocimiento de la organización Gratitud con sede en Miami. Además es políglota ya que habla con fluidez serbio, inglés, español y francés de nivel principiante, tiene residencias en Hong Kong, Serbia y Estados Unidos, lo que encarna el espíritu de una ciudadana global. Su vida está guiada por los principios «Haz el bien y el bien volverá a ti» y «Sueña en grande porque todo es posible».
Su influencia se extiende más allá del reinado; Se desempeñó como juez de Miss Earth California 2022 y de varios concursos en Serbia. También ha dejado su huella en Hollywood, apareciendo en películas como Modelizer, Altered Perceptions, 1932 y Amor en Toda la Cara, entre otras.
En el mundo de la moda, ha desfilado en pasarelas de París, Los Ángeles, Hong Kong, Miami, Marrakech, Grecia y Serbia, consolidándose aún más como un icono de la moda mundial.
Fuera de la pasarela, practica deportes como el tenis, el voleibol, la natación y pasa su tiempo libre escribiendo, leyendo y meditando en la naturaleza.
Actualmente representa a Serbia en la presente edición del miss Universo 2024 a realizarse en Ciudad de México quedando en el top 30 de finalistas.

## Trabajos

### Cine
| Título               | Personaje        | Director          | Año  |
| -------------------- | ---------------- | ----------------- | ---- |
| Amor En Toda La Cara | Daryna           | Gerald B. Filmore | 2024 |
| 1932                 | Soup Line Person | Shane Rines       | 2024 |
| The Modelizer        | Modelo           | Keioni Waxmann    | 2023 |
| Altered Perceptions  | Chica En El Bar  | Jorge Ameer       | 2023 |
| Ape vs Mecha Ape     | Activista        | Marc Gottielb     | 2023 |

### Videojuegos
| Título         | Personaje    | Director         | Año |
| -------------- | ------------ | ---------------- | --- |
| Dark Mean City | Dayra Bosnic | Norberto Sanders |     |